# Camptotarsopoda pilifemur
Camptotarsopoda pilifemur är en tvåvingeart som först beskrevs av Stein 1913.  Camptotarsopoda pilifemur ingår i släktet Camptotarsopoda och familjen husflugor. Inga underarter finns listade i Catalogue of Life.